# Marc Mézard
Pour les articles homonymes, voir Mézard.
Marc Mézard, né le 29 août 1957 à Aurillac, est un physicien français, spécialiste de physique statistique.
Il est, entre 2012 et 2022, le 29e directeur de l'École normale supérieure.

## Biographie
Il est le petit-fils de Jean Mézard et le neveu de Jacques Mézard[réf. souhaitée]. Après une classe de mathématiques spéciales M' au lycée Louis-le-Grand, il est reçu en 1976 à l’École normale supérieure ; il soutient en 1978 un DEA de physique atomique, avant d'être reçu en 1980 à l'agrégation de sciences physiques. Après sa thèse de troisième cycle effectuée à l'université Paris-6 (Observables inclusives dans la diffusion profondément inélastique de neutrinos, 1980), il entre au CNRS dès 1981. En 1984, il termine au Laboratoire de physique théorique (LPT) de l'École normale supérieure une thèse d'État intitulée Étude de la théorie de champ moyen des verres de spin et de son interprétation physique.
En 1990, il accède au rang de directeur de recherche au CNRS et est affecté au Laboratoire de physique statistique (LPS) de l'École normale supérieure. En 2001, il rejoint finalement le Laboratoire de physique théorique et modèles statistiques (LPTMS) de l'université Paris-Sud, dont il est devenu directeur. Il assume également des fonctions de professeur chargé de cours à l'École polytechnique, depuis 1987.
Il a été chercheur invité au sein des universités La Sapienza (Rome, 1984-1986), UCSB (Kavli Institute de Santa Barbara), ou encore UCB (Mathematical Sciences Research Institute) de Berkeley.

### Directeur de l'École normale supérieure
En 2012, il est choisi par le président de la République pour succéder à la philosophe Monique Canto-Sperber à la tête de l'École normale supérieure. Le ministre de l'Enseignement supérieur et ancien élève de l'École Laurent Wauquiez a justifié ce choix par le principe de l'« alternance scientifique » entre section des lettres et section des sciences à la tête de l'École. Marc Mézard est le troisième physicien à occuper les fonctions de directeur de l'École normale supérieure, après Georges Bruhat (1940 et 1941-1942) et Étienne Guyon (1990-2000).
Le 24 mai 2017, il est élu à la présidence de la fondation Paris Sciences et Lettres, par intérim après la démission de Thierry Coulhon.

## Travaux
Les travaux de Marc Mézard touchent principalement à la physique statistique, appliquée en particulier aux systèmes désordonnés et aux systèmes complexes, en physique et au-delà de la physique : théorie des verres de spin, verres structuraux, relaxation lente et vieillissement, réseaux de neurones, optimisation combinatoire, théorie de l'information, étude des bio-polymères, éconophysique.
Ces travaux ont été reconnus par l'attribution de la médaille de bronze du CNRS en 1985, de la médaille d'argent du CNRS en 1990, du prix Ampère de l'Électricité de France en 1996, décerné par l'Académie des sciences, du prix Humboldt en 2009, du prix Onsager de la Société américaine de physique en 2016 et du Prix des trois physiciens en 2021.
Il est notamment l'auteur de deux ouvrages : Information, Physics, and Computation, en collaboration avec Andrea Montanari, et Spin Glass Theory and Beyond avec Giorgio Parisi et Miguel Angel Virasoro, ainsi que d'un recueil de cours de l'École des Houches.